# Parc national du Northumberland
Le parc national du Northumberland est un parc national anglais situé entre la frontière écossaise et le Mur d'Hadrien. Il couvre une surface de 1 049 km2 et on y trouve les monts Cheviot. On y trouve des landes, des forêts, des tourbières, et des vestiges du mur d'Hadrien. Parc national le plus septentrional d'Angleterre, c’est l’un des parcs nationaux les moins peuplés et les moins visités du pays. Le symbole officiel du parc est le courlis cendré.

## Nom
Le parc national de Northumberland tire son nom du comté anglais de Northumberland. Northumberland signifie « pays au nord de la rivière Humber » et est lié au nom « Northumbria », en référence à l’ancien royaume anglo-saxon qui couvrait autrefois une grande partie du nord de l’Angleterre. Le parc national se trouve totalement dans les limites du Northumberland.

## Description
Le parc couvre plusieurs zones distinctes. Au nord se trouvent les Cheviot Hills, une chaîne de collines qui marquent la frontière entre l’Angleterre et l’Écosse. Plus au sud, les collines cèdent la place à des zones de landes vallonnées, dont certaines ont été couvertes par des plantations forestières pour former la forêt de Kielder,. La partie la plus méridionale du parc couvre la partie centrale spectaculaire du mur d’Hadrien, datant de l’occupation romaine.
En décembre 2013, l’International Dark Sky Association a conféré le statut de parc Dark Sky à une zone comprenant le parc national Northumberland et Kielder; c’est le plus grand parc de ciel étoilé protégé d’Europe.

## Galerie

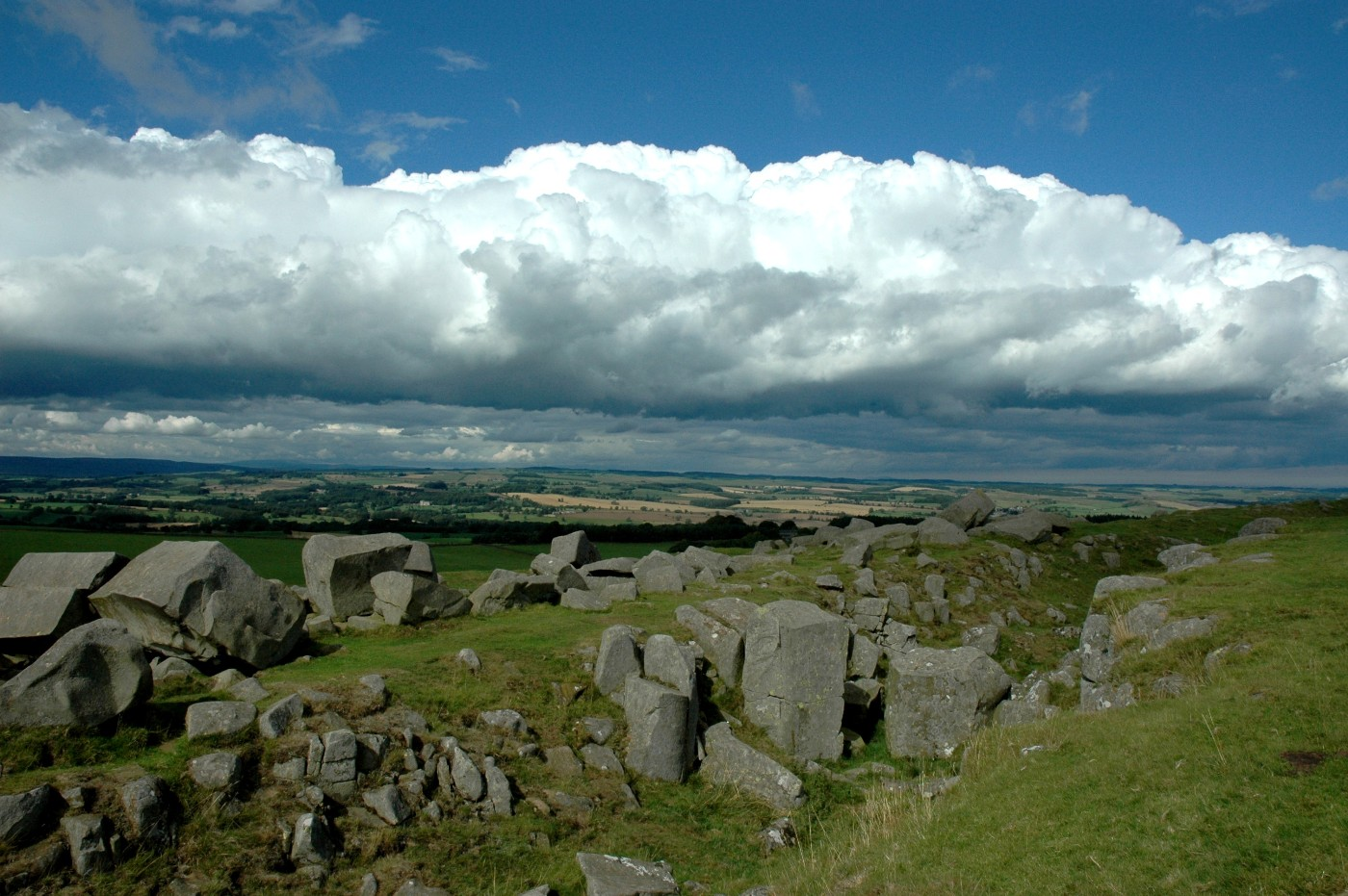
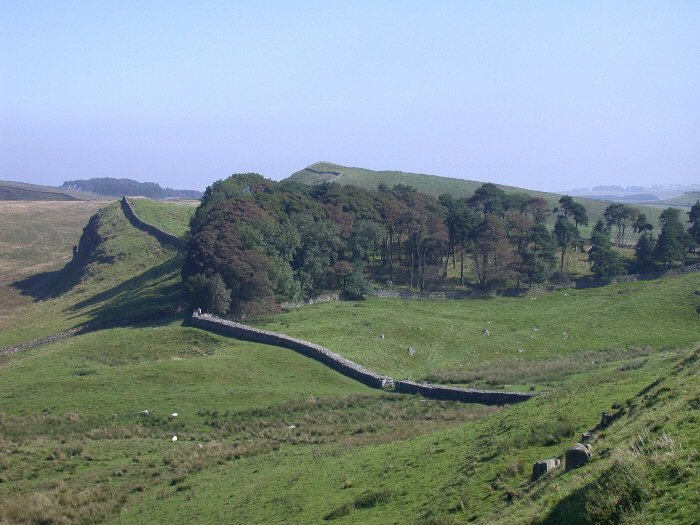
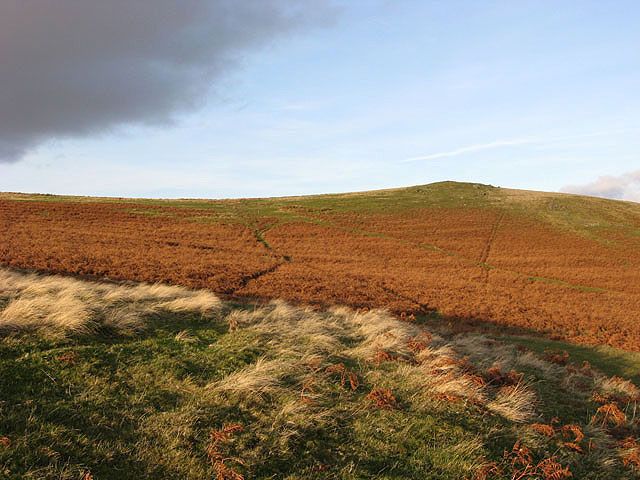
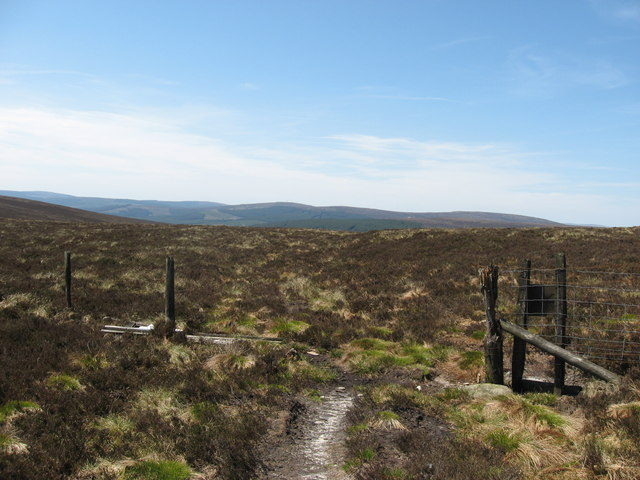
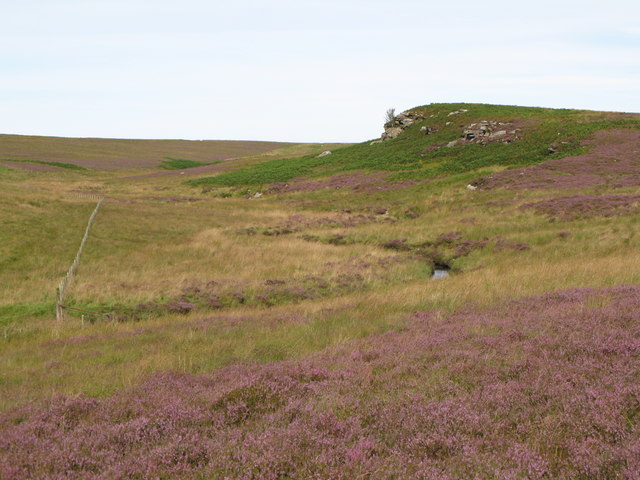